# トラム (メルボルン)
オーストラリア南部の都市・メルボルンには、2018年6月現在路線延長250km、電停数1700以上、在籍車両数475両以上という世界最大の路面電車ネットワークが存在する。1999年以降は民間企業が電車の運行を行っており、2018年現在ヤラトラム（Yarra Trams）が運営権を所持している。

## 歴史

### 馬車鉄道・ケーブルカーの時代
メルボルンで初めて登場した路面軌道路線は1884年12月20日に開業した馬車鉄道で、この路線を含めてメルボルンには馬車鉄道が合計7系統存在した。しかし最初に開通した路線は1890年に廃止され、最後に残された路線も1923年10月に発生したストライキによって営業不能となりそのまま廃止された。
一方、1885年11月1日には初のケーブルカー路線が開業し、最盛期には計71km・17系統が存在した。これはケーブルカーとしては世界最大規模の路線網である。ダミー（Dummy）と呼ばれるケーブルと繋がれた開放座席を有する車両と密閉式の車体を持つ付随車の2両編成によって運行され、ダミーの定員は42名（着席20名）、付随車は定員46名（着席22人）であった。これらのケーブルカー路線は公営化に伴う更新工事によって1925年以降路面電車路線に置き換わり、1940年10月26日に最後の路線が廃止された。

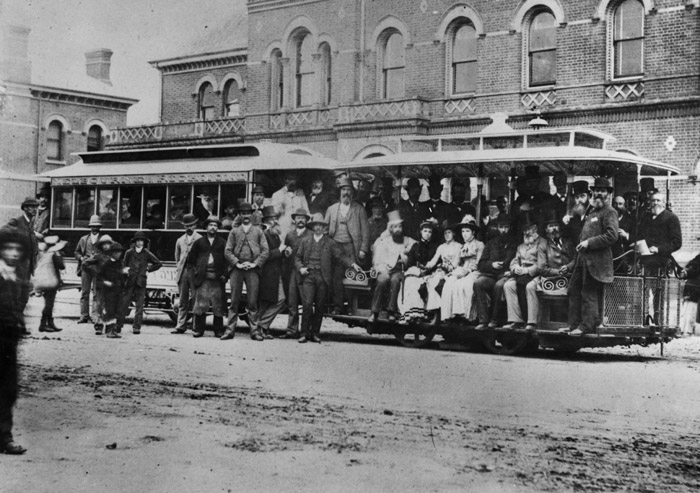
メルボルン市内のケーブルカー（1885年11月11日撮影）

### 路面電車開業、公営時代
1889年10月4日にメルボルン初の路面電車（トラム）が開業したものの1896年に廃止されており、現在のメルボルンのトラムの基礎となったのは1906年10月に開業したセントキルダ駅～ブライトンを結ぶ路線である。その後、1916年には計56.3kmの路線網にまで拡大した。
これらの路線はケーブルカー・馬車鉄道を含め複数の民間企業によって運営されていたが、多数の企業が乱立している状況を改善し公共交通を充実させるために公営化が行われ、1919年以降はビクトリア州政府の公営組織であるMMTB（Melbourne & Metropolitan Tramways Board）が所有することとなった。また、各私鉄から受け継がれた雑多な車両に代わる標準型車両として1923年以降W形の製造がはじまり、1956年まで長期にわたって生産が行われる事となった。
1950年代にはオーストラリアの他都市と同様に廃止論が巻き起こったものの、MMTBの代表を務めていたロバート・リッションはその動きに対して強硬に反対し、新型車両を導入しない代わりに路線の高規格化などを進めた事で廃止を逃れた。その結果、アデレードのインターアーバン路線であるグレネルグ・トラムと共にオーストラリアに残った数少ない路面電車網となった。
1970年代以降は石油危機や公害問題などにより路面電車の見直しが進み、1975年にはW7形以来となる新型車両・Z1形が登場した。

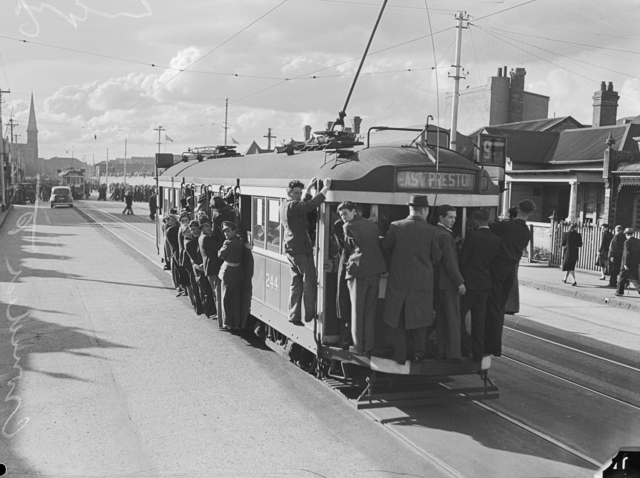
混雑する路面電車（1944年撮影）
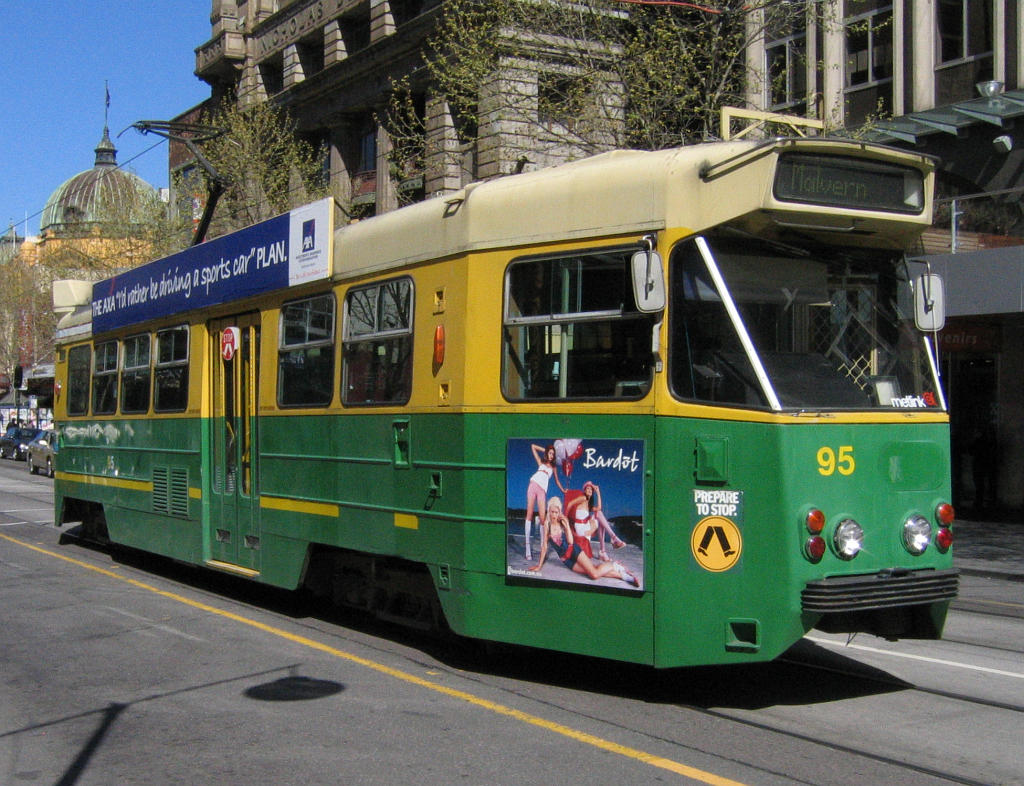
W形以来の新型車両となったZ1形電車

### 組織の再編、再度の民営化
1983年7月、トラムの運営組織は郊外鉄道・バスと統合されたメトロポリタン交通局（MET, Metropolitan Transit Authority）へと変わり、発券システムの改善や新型車両の投入、車両の自動監視システムの投入など様々な近代化が行われるようになった。路線網も拡大し、1987年にはポート・メルボルンとセント・キルダの鉄道線が改軌（1,600mm→1,435mm）や設備更新を行ったうえでライトレール化され、1994年4月27日には無料の環状系統であるシティ・サークル線が営業運転を開始した。
だが1980年代以降、景気後退やイギリスでの採算重視政策の影響を受け、運営の効率化やコスト削減が課題に挙がるようになった。そこで1997年、METは5つの企業体に分社化し、トラムも2社（Met Tram 1、Met Tram 2）に分割された。更に1999年4月29日以降、スワンストン・トラムズ（Swanston Trams）とヤラトラム（Yarra Trams）の2社へとトラムの運営を委託する事になり、車両や施設の維持管理についてはビクトリア州政府内に新たに設立されたビクトラック"'（VicTrack）が担当する事になった。
しかし、スワンストン・トラムズ（2001年に"M>Tram"に改称）の運営を担当していたイギリスの公共交通運営会社であるナショナル・エクスプレスは、十分な利益を上げることが出来ないとして2002年12月16日をもってメルボルンのトラムを含むオーストラリアの鉄道運営から撤退した。それを受けて2004年までM>Tramの区間について州政府が直接運行に携わる路線となり、2004年4月18日以降はヤラトラムがメルボルンのトラム全線の運行を担当している。また、2009年11月30日以降はKeolis Downerがヤラトラムのフランチャイズ権を獲得している。

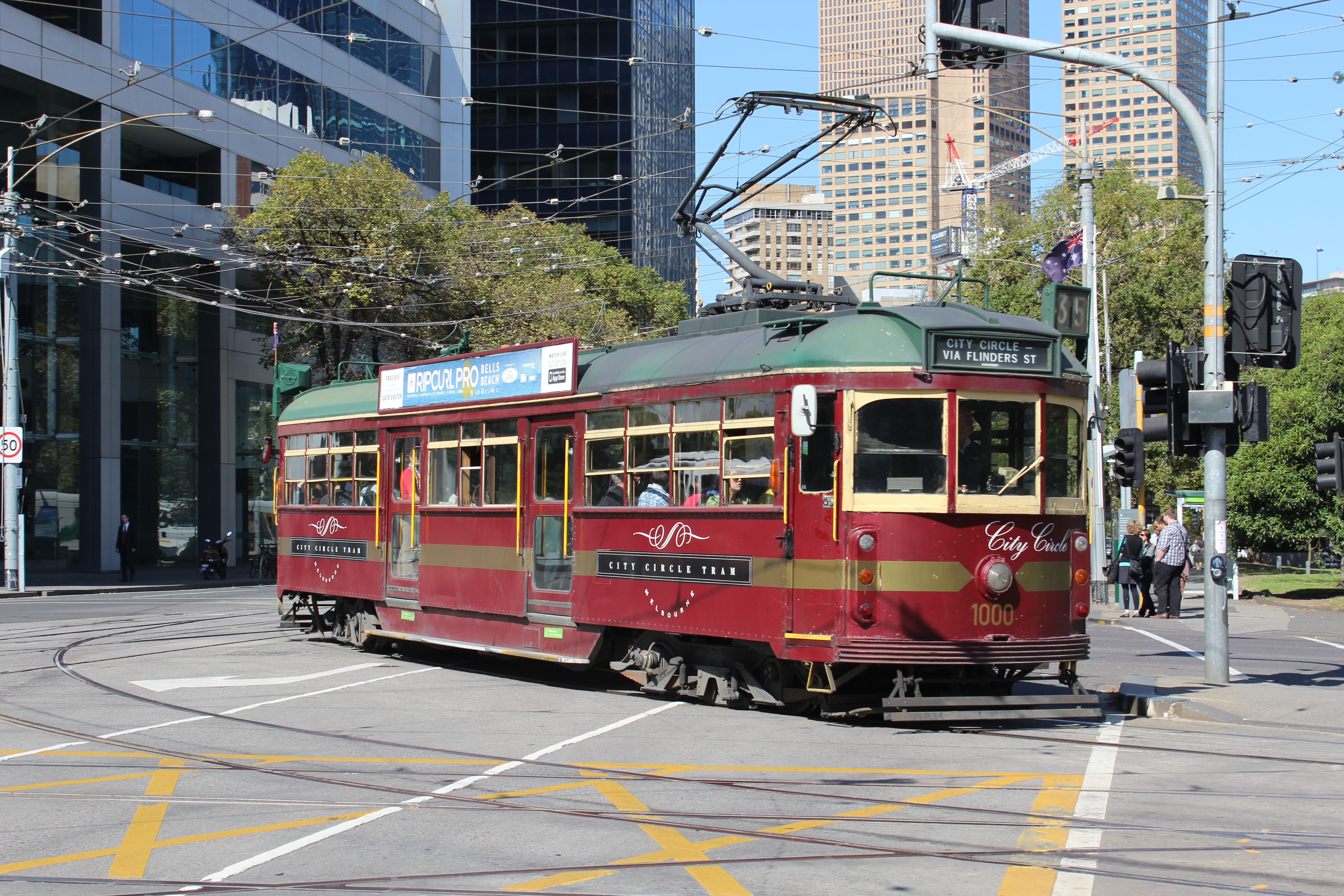
1994年に開通したシティ・サークル線。
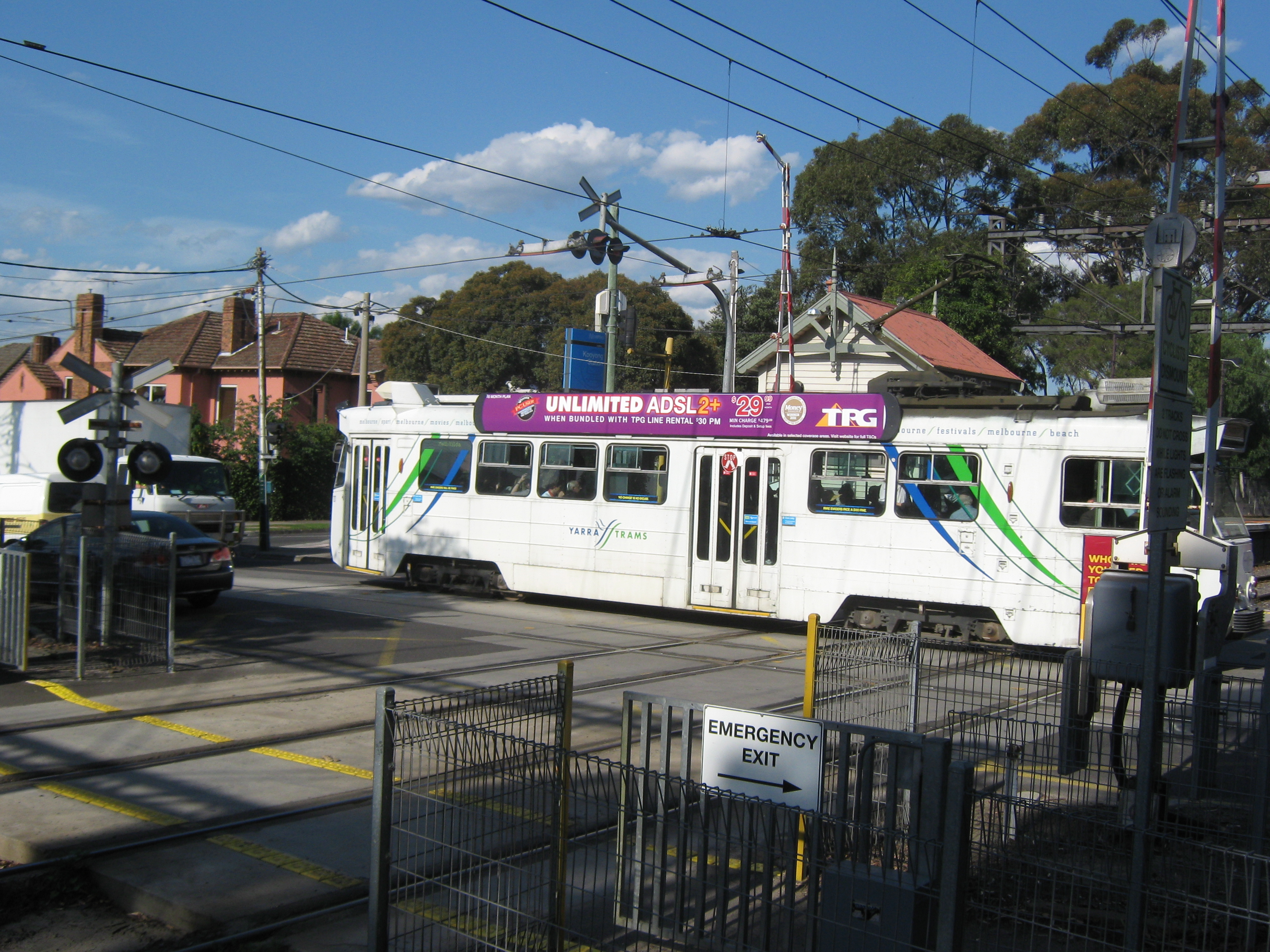
郊外鉄道とのダイヤモンドクロッシング。

## 系統
2018年6月現在、メルボルンのトラムには24の定期系統が存在しており、メルボルンなどビクトリア州の公共交通機関における共通乗車カード・電子マネーのmyki（マイキ）が使用可能である。シティ・サークル線およびメルボルン中心部（CBD）の特定区間は運賃が無料となっている他、一部路線は週末に終夜運転を実施している。
|                            | 系統番号 | 起点                                                                         | 経由                                                                                                   | 終点                                                                    | 全長                               |
| -------------------------- | -------- | ---------------------------------------------------------------------------- | --- | ----------------------------------------------------------------------- | ---------------------------------- |
|                            | 1        | Coburg East                                                                  | Brunswick East – Carlton – City – en:South Melbourne                                                   | South Melbourne Beach, Albert Park                                      | 13.2 km (8.2 mi)                   |
|                            | 3 3a     | Melbourne University, Carlton                                                | City – Balaclava – Caulfield North (weekdays) City – St Kilda – Balaclava – Caulfield North (weekends) | Malvern East                                                            | 14.9 km (9.3 mi) 16.3 km (10.1 mi) |
|                            | 5 5a     | Melbourne University, Carlton Orrong & Dandenong Roads, Armadale (19:50以降) | City – Windsor – Armadale –                                                                            | Malvern                                                                 | 12.6 km (7.8 mi) 3.5 km (2.2 mi)   |
|                            | 6        | en:Moreland railway station, Brunswick                                       | Brunswick East – Carlton – City – Prahran – Armadale – Malvern                                         | Glen Iris                                                               | 19.0 km (11.8 mi)                  |
|                            | 11       | West Preston                                                                 | Thornbury – Northcote – Fitzroy – City                                                                 | Victoria Harbour, Docklands                                             | 13.3 km (8.3 mi)                   |
|                            | 12       | en:Victoria Gardens Shopping Centre, Richmond                                | Richmond – East Melbourne – City – South Melbourne – Middle Park                                       | Fitzroy & Park Streets, St Kilda                                        | 11.3 km (7.0 mi)                   |
|                            | 16       | Melbourne University, Carlton                                                | City – St Kilda – Balaclava – Caulfield North – Malvern – Hawthorn                                     | Kew                                                                     | 20.2 km (12.6 mi)                  |
|                            | 19       | Coburg North                                                                 | Brunswick – Parkville                                                                                  | en:Flinders Street railway station, City                                | 10.2 km (6.3 mi)                   |
|                            | 30       | en:St Vincent's Plaza, East Melbourne                                        | City                                                                                                   | Central Pier, Docklands                                                 | 2.9 km (1.8 mi)                    |
|                            | 35       | en:The District Docklands Shopping Centre                                    | City                                                                                                   | The District Docklands Shopping Centre                                  | 7.6 km (4.7 mi)                    |
|                            | 48       | en:Balwyn North                                                              | Kew – Richmond – East Melbourne – City                                                                 | Victoria Harbour, Docklands                                             | 13.5 km (8.4 mi)                   |
|                            | 57       | West Maribyrnong                                                             | Ascot Vale – Flemington – North Melbourne                                                              | Flinders Street railway station, City                                   | 11.6 km (7.2 mi)                   |
|                            | 58       | Pascoe Vale South                                                            | Brunswick West – Parkville – City – Southbank – South Yarra                                            | Toorak                                                                  | 18.2 km (11.3 mi)                  |
|                            | 59       | Airport West                                                                 | Essendon – Moonee Ponds – Travancore – Parkville                                                       | Flinders Street railway station, City                                   | 14.7 km (9.1 mi)                   |
|                            | 64       | Melbourne University, Carlton                                                | City – Windsor – Armadale – Caulfield                                                                  | Brighton East                                                           | 16.1 km (10.0 mi)                  |
|                            | 67       | Melbourne University, Carlton                                                | City – Balaclava – Elwood – Elsternwick – Caulfield – Glen Huntly                                      | Carnegie                                                                | 12.7 km (7.9 mi)                   |
|                            | 70       | Wattle Park, Surrey Hills                                                    | Camberwell – Hawthorn – Richmond – City                                                                | The District Docklands Shopping Centre                                  | 16.5 km (10.3 mi)                  |
|                            | 72       | Melbourne University, Carlton                                                | City – Prahran – Toorak – Glen Iris – Camberwell                                                       | Deepdene                                                                | 16.8 km (10.4 mi)                  |
|                            | 75       | Vermont South Shopping Centre                                                | Burwood – Camberwell – Hawthorn – Richmond – City                                                      | Central Pier, Docklands                                                 | 22.8 km (14.2 mi)                  |
|                            | 78       | North Richmond                                                               | South Yarra – Prahran – Windsor                                                                        | Balaclava                                                               | 6.5 km (4.0 mi)                    |
|                            | 82       | en:Footscray railway station                                                 | Maribyrnong – Ascot Vale                                                                               | en:Moonee Ponds Junction                                                | 9.2 km (5.7 mi)                    |
|                            | 86 86a   | en:RMIT University, Bundoora en:Melbourne Museum, Fitzroy                    | Preston – Thornbury – Northcote – Collingwood – Fitzroy – City –                                       | The District Docklands Shopping Centre La Trobe & Spencer Streets, City | 22.2 km (13.8 mi) 3.0 km (1.9 mi)  |
|                            | 96       | Brunswick East                                                               | Carlton – City – South Melbourne – Albert Park – St Kilda                                              | St Kilda Beach                                                          | 13.9 km (8.6 mi)                   |
|                            | 109      | en:Box Hill Central Shopping Centre                                          | Balwyn – Kew – Richmond – East Melbourne – City                                                        | Port Melbourne                                                          | 19.2 km (11.9 mi)                  |
| 1. 2. 3. 4. 5. 6. 7. 8. 9. |          |                                                                              | |                                                                         |                                    |

## 車両
2018年6月現在、ヤラトラムでは9形式・475両以上の路面電車車両が定期営業運転に就いている他、ケーブルカー時代を含めた歴史ある車両を多数保存しており、国外を含めた他都市の博物館・保存鉄道に収蔵されている車両も多い。

### W形
公営化後のトラムの標準型車両として、1923年から1956年にかけて製造が行われた形式。長期に渡る製造の中で幾度か車体構造や変更が行われている。
2018年6月現在13両が定期運用に就いており、シティ・サークル線で用いられている。

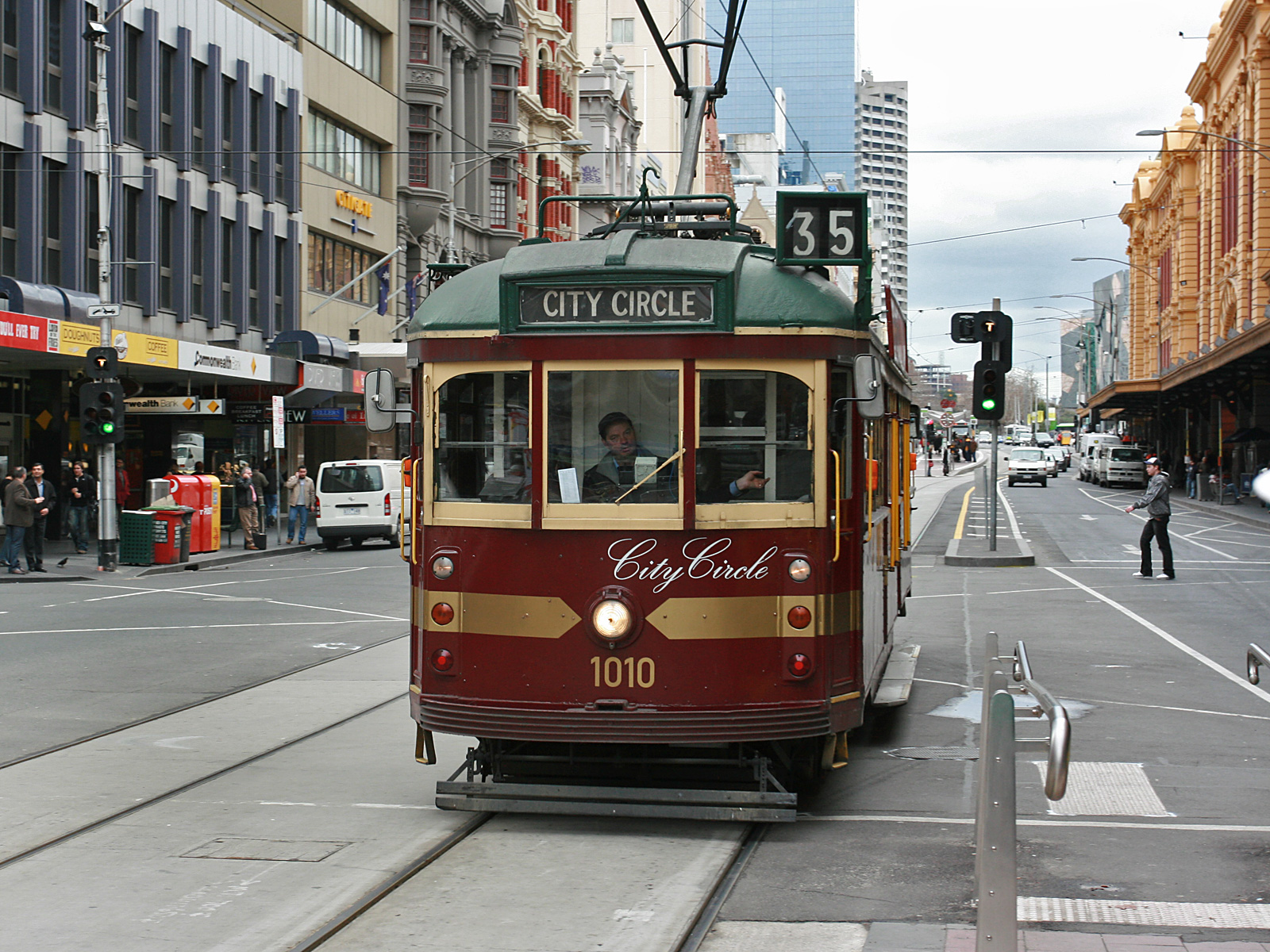
W7形電車

### Z形
W形以来20年ぶりの新型車両として、1975年から製造された車両。1950年と1973年に製造されたPCCカーの試作車を基に機器の設計が行われ、車体デザインはスウェーデン・ヨーテボリ市電のM28形電車を基としている。
1975年から1979年に製造されたZ1形、Z2形に続き、1979年から1984年にかけて駆動方式や制御方式、中央部の降車扉の位置等を変更したZ3形が製造された。2018年6月現在、Z3形が114両在籍している。
| 画像 | 形式名     | 製造年    | 総数  | 全長     | 全高    | 全幅    | 自重  | 最高速度 | 出力  | 歯車比 | 定員               | 軌間    | 備考 |
| ---- | ---------- | --------- | ----- | -------- | ------- | ------- | ----- | -------- | ----- | ------ | ------------------ | ------- | ---- |
|      | Z1形・Z2形 | 1975-1979 | 115両 | 16,000mm | 3,550mm | 2,670mm | 19.0t | ？       | 228kw | ？     | 118人 （着席48人） | 1,435mm |      |
|      | Z3形       | 1979-1984 | 115両 | 16,640mm | 3,410mm | 2,670mm | 21.8t | ？       | 390kw | ？     | 112人 （着席42人） | 1,435mm |      |

### A形
老朽化したW形の置き換え用として、Z形に続いて登場した単車。車掌用コンソール廃止に伴い扉配置が変更された。当初はZ4形として設計されていたが、最終的に新形式として登場した経緯を持つ。登場当初はA1形がポール集電、A2形がパンタグラフ集電だったが、その後A1形もパンタグラフ集電に変更されている。
2018年6月現在、A1形・A2形合わせて69両が在籍している。
| 画像 | 形式名     | 製造年    | 総数 | 全長     | 全高    | 全幅    | 自重  | 最高速度 | 出力  | 歯車比 | 定員               | 軌間    | 備考 |
| ---- | ---------- | --------- | ---- | -------- | ------- | ------- | ----- | -------- | ----- | ------ | ------------------ | ------- | ---- |
|      | A1形・A2形 | 1983-1987 | 70両 | 15,010mm | 3,340mm | 2,670mm | 22.0t | ？       | 390kw | ？     | 105人 （着席40人） | 1,435mm |      |

### B形
メルボルン初の連接車。1987年に開通したライトレール路線での運転を考慮した設計になっている。1984年から1985年にかけて製造された試作車のB1形は高床ホームでの使用を考慮し可動式のステップを設置したが、その後ライトレール路線のホームは低床式が採用されたため、量産車のB2形はステップが設置されていない。またB2形はメルボルンのトラム初の冷房車である。2003年以降は一部のB2形において車内レイアウトを改良し立席定員数を増加させる工事が施されている。
B1形は営業運転から撤退しており、2018年6月現在B2形が130編成在籍している。
| 画像               | 形式名 | 製造年    | 総数    | 全長     | 全高    | 全幅    | 自重  | 最高速度 | 出力  | 歯車比 | 定員               | 軌間    | 備考        |
| ------------------ | ------ | --------- | ------- | -------- | ------- | ------- | ----- | -------- | ----- | ------ | ------------------ | ------- | ----------- |
|                    | B1形   | 1984-1985 | 2編成   | 23,500mm | 3,350mm | 2,670mm | 32.5t | ？       | 390kw | ？     | 186人 （着席76人） | 1,435mm | 2車体連接車 |
|                    | B2形   | 1987-1994 | 130編成 | 23,630mm | 3,650mm | 2,770mm | 34.0t | ？       | 390kw | ？     | 186人 （着席76人） | 1,435mm | 2車体連接車 |
| 160人 （着席40人） | B2形   | 1987-1994 | 130編成 | 23,630mm | 3,650mm | 2,770mm | 34.0t | ？       | 390kw | ？     | 車内改良車         | 1,435mm |             |

### C形
運行委託時に提示された「車両の近代化」と言う条件に基づき、Z形の置き換え用にヤラトラムが導入した超低床電車。アルストムが展開するシタディスを採用している。2001年から営業運転を開始した。
2018年6月現在、3車体連接式のC1形が36編成、5車体連接式のC2形が5編成在籍しており、両形式の前面デザインはそれぞれ異なるものになっている。
| 画像 | 形式名 | 製造年    | 総数   | 全長     | 全高    | 全幅    | 自重  | 最高速度 | 出力  | 歯車比 | 定員               | 軌間    | 備考        |
| ---- | ------ | --------- | ------ | -------- | ------- | ------- | ----- | -------- | ----- | ------ | ------------------ | ------- | ----------- |
|      | C1形   | 2001-2002 | 36編成 | 22,980mm | 3,360mm | 2,650mm | 25.8t | ？       | 460kw | ？     | 150人 （着席40人） | 1,435mm | 3車体連接車 |
|      | C2形   | 2008      | 5編成  | 32,520mm | 3,270mm | 2,650mm | 40.0t | ？       | 516kw | ？     | 204人 （着席54人） | 1,435mm | 5車体連接車 |

### D形
運行委託時に提示された「車両の近代化」と言う条件に基づき、2002年から2004年にかけてスワンストン・トラムズ（後のM>Tram）が導入した超低床電車。シーメンスが展開するコンビーノを採用している。
2018年6月現在、3車体連接式のD1形が38編成、5車体連接式のD2形が21編成在籍している。
| 画像 | 形式名 | 製造年    | 総数   | 全長     | 全高    | 全幅    | 自重  | 最高速度 | 出力  | 歯車比 | 定員               | 軌間    | 備考        |
| ---- | ------ | --------- | ------ | -------- | ------- | ------- | ----- | -------- | ----- | ------ | ------------------ | ------- | ----------- |
|      | D1形   | 2002-2003 | 38編成 | 20,040mm | 3,650mm | 2,650mm | 25.8t | ？       | 400kw | ？     | 122人 （着席32人） | 1,435mm | 3車体連接車 |
|      | D2形   | 2003-2004 | 21編成 | 29,850mm | 3,530mm | 2,650mm | 35.3t | ？       | 400kw | ？     | 186人 （着席56人） | 1,435mm | 5車体連接車 |

### E形
2013年に営業運転を開始した3車体連接式の超低床電車。ボンバルディアが手掛ける超低床電車ブランドであるフレキシティ・スウィフトを採用している。
最初に導入されたE1形に加え、2017年5月には安全面を強化したE2形の製造が発表され、2019年までにE1形・E2形合わせて80編成の導入が計画されている。
| 画像 | 形式名     | 製造年 | 総数           | 全長     | 全高    | 全幅    | 自重  | 最高速度 | 出力 | 歯車比 | 定員               | 軌間    | 備考        |
| ---- | ---------- | ------ | -------------- | -------- | ------- | ------- | ----- | -------- | ---- | ------ | ------------------ | ------- | ----------- |
|      | E1形・E2形 | 2013-  | 80編成（予定） | 33,450mm | 3,650mm | 2,650mm | 62.0t | 80km/h   | ？   | ？     | 210人 （着席64人） | 1,435mm | 3車体連接車 |

## 外部サイト
- “ビクトリア州メルボルンの公式サイトによる公共交通機関の解説ページ”. 2018年7月24日閲覧。（日本語）
- “ヤラトラム公式ページ”. 2022年7月12日閲覧。 （英語）
- “mykiご利用ガイド”. 2018年7月24日閲覧。 （日本語）